# Edna Parker

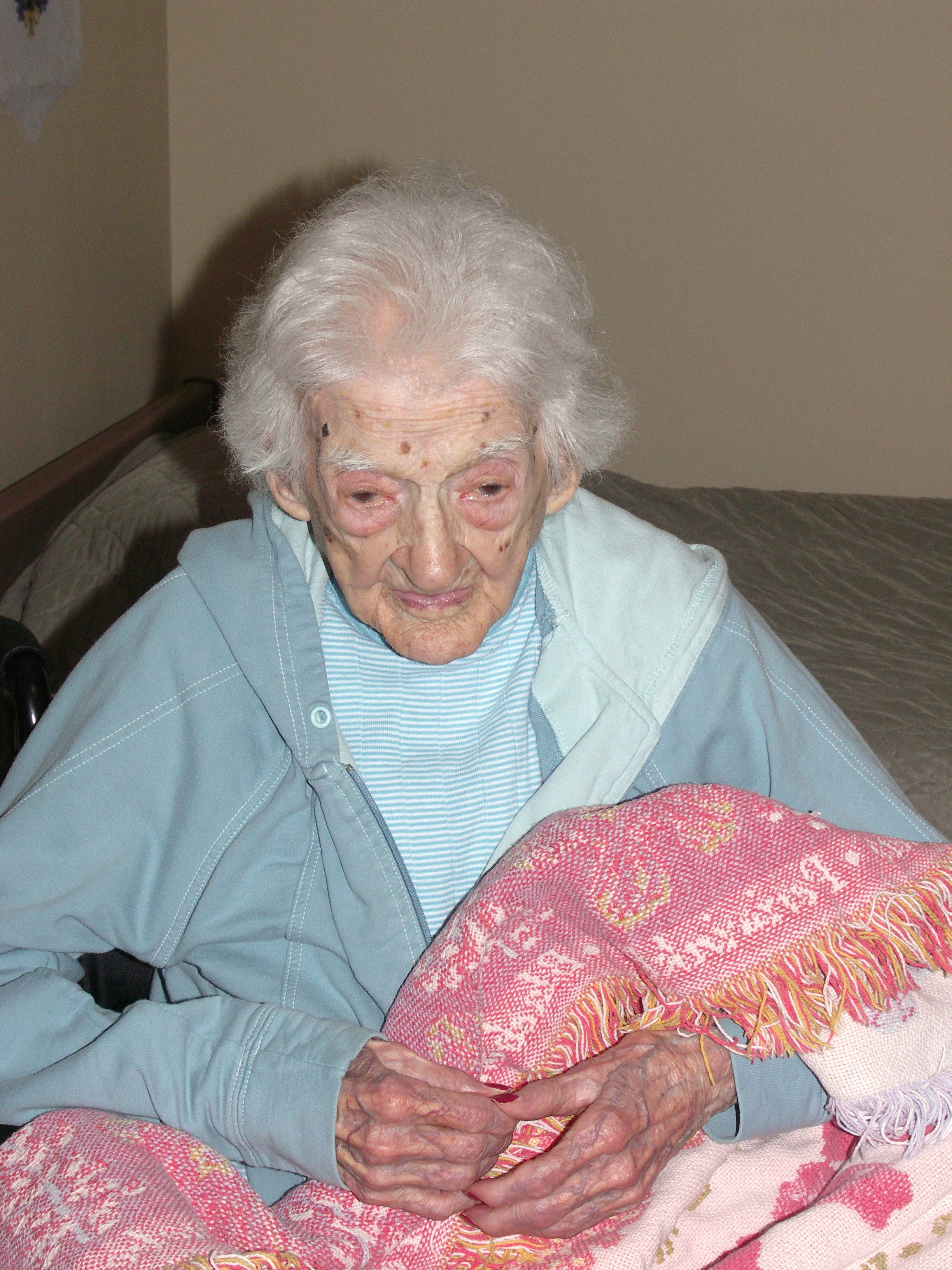
Edna Parker op 114-jarige leeftijd

Edna Parker (Morgan County (Indiana), 20 april 1893 – Shelbyville, 26 november 2008) was van 13 augustus 2007 tot haar dood de oudste erkende levende mens ter wereld, na het overlijden van de eveneens 114-jarige Japanse Yone Minagawa. Zij heeft deze titel 1 jaar en 105 dagen gedragen.
Parker was al sinds april 2005, toen ze er net 112 was, de oudste levende mens in de Amerikaanse staat Indiana en werd in januari 2007 de oudste levende mens ooit in die staat, als opvolgster van Mary Parr. Een maand later werd ze de oudste levende mens in de Verenigde Staten, na de dood van Corinne Dixon Taylor uit Washington D.C., die 18 dagen vóór haar geboren werd. In augustus 2007 bereikte Parker vervolgens de top 50 van oudste erkende mensen ooit.
Parker werd geboren in Morgan County. Ze behaalde daar haar onderwijzeresdiploma aan het Franklin College, waarna ze enkele jaren lesgaf in een klein schooltje in Smithland, totdat ze in 1913 met haar buurman Earl Parker trouwde. Samen met Earl, die in 1938 overleed, kreeg ze twee zonen, die ze beiden overleefde. In februari 2007 had ze vijf kleinkinderen, elf achterkleinkinderen en vele achter-achterkleinkinderen.
Parker woonde tot haar dood in een bejaardentehuis in Shelbyville, hetzelfde bejaardentehuis waar Sandy Allen had gewoond, die tot haar dood in augustus 2008 de op een na langste vrouw ter wereld was.
Parker overleed op 26 november 2008 op de leeftijd van 115 jaar en 220 dagen. 